# Congrès eucharistique de Montréal

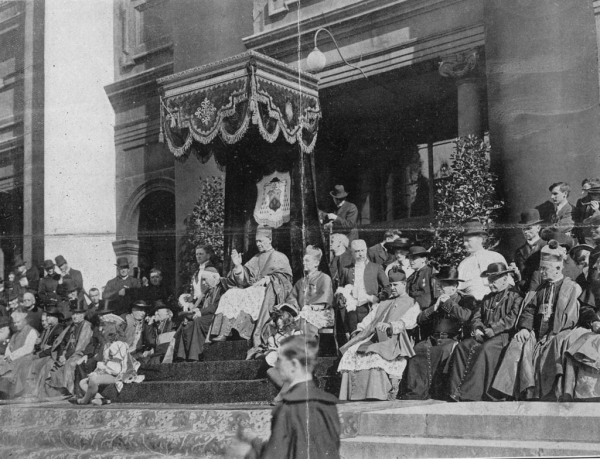
Le cardinal Vannutelli bénissant les quelque 20 000 enfants venus le saluer lors du Congrès eucharistique international de 1910

Le congrès eucharistique de Montréal est un rassemblement religieux catholique canadien tenu du 6 au 11 septembre 1910 à l'initiative de l'archevêque de Montréal, Louis-Joseph-Napoléon-Paul Bruchési.

## Le grand congrès de 1910
Ce congrès eucharistique international, dont le motif était d'adorer l'Eucharistie et d'évangéliser, est le premier à avoir lieu en terre d'Amérique. Il s'agit alors du XXIe congrès à avoir lieu depuis la fondation de cette institution par Louis-Gaston de Ségur en 1881. Le pape Pie X y envoie son légat Vincenzo Vannutelli pour assister aux célébrations. 
Louis-Philippe-Adélard Langevin obtient la bénédiction par le légat du drapeau de Carillon qui porte à ce moment les emblèmes du drapeau du Sacré-Cœur. 

C'est au cours de ce congrès qu'en réponse au cardinal Bourne de Westminster (Londres) qui réclamait l'utilisation de la langue anglaise par les catholiques du Canada, Henri Bourassa donna sa célèbre réplique : 

« Je ne veux pas par un nationalisme étroit dire ce qui serait le contraire de ma pensée, et ne dites pas, mes frères, ne dites pas, mes compatriotes, que l'Église catholique doit être française au Canada; non; mais dites avec moi que la meilleure sauvegarde de la conservation de la foi chez trois millions de catholiques d'Amérique, qui furent les premiers apôtres de la chrétienneté en Amérique, que la meilleure garantie de cette foi est la conservation de l'idiome dans lequel, pendant trois cents ans, ils ont adoré le Christ. »

 Puis, il conclut : «…que l'on se garde avec soin d'éteindre ce foyer intense de lumière, qui éclaire tout un continent depuis trois siècles (…). Selon certains témoins, la foule réagit avec enthousiasme en entendant ces paroles et le légat vient serrer la main de Bourassa. 

### Procession solennelle

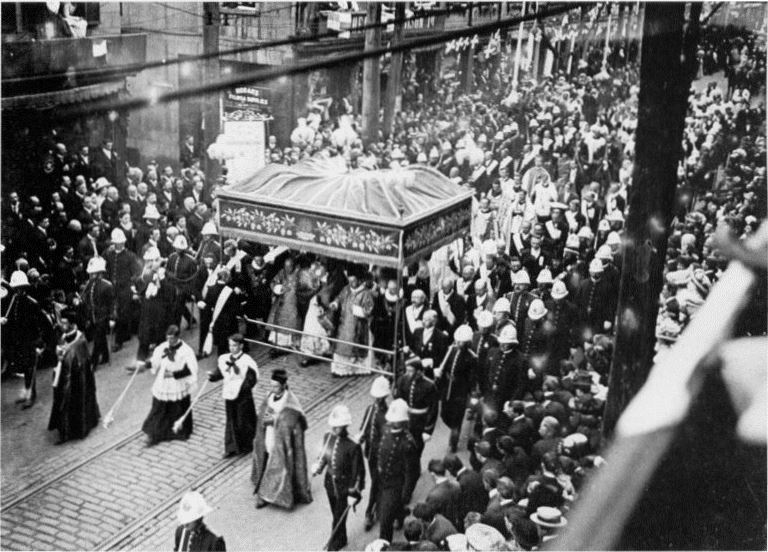
Clôture du Congrès eucharistique

Pour clore les célébrations de ce XXIe Congrès eucharistique, une immense procession traverse la ville le dimanche 11 septembre 1910, partant de l'église Notre-Dame jusqu'à un reposoir sur le mont Royal. 
Point culminant qui clôture le congrès, tout Montréal se mobilise pour faire de la procession un événement unique. Dans les rues qu’empruntera le défilé se succèdent de multiples décorations, soit végétales et éphémères, soit héraldiques et permanentes : pots de fleurs, pylônes blancs parés de guirlandes fleuries, arcs de triomphe, dont un en épis de blé, et les maisons qui les bordent s’ornent de drapeaux et d’oriflammes aux couleurs du Vatican[réf. à confirmer].
Le cortège met quatre heures à s'ébranler, de 12 heures 30 à 16 heures 30, et le Saint-Sacrement, porté par le cardinal-légat Vannutelli, atteint le reposoir à 19 heures. On évalue la foule à plus de 100 000 personnes. Il s'agit d'un triomphe pour Bruchési.

## Le petit congrès de 1935
Vingt-cinq ans plus tard, en 1935, un nouveau congrès eucharistique est organisé, alors que Bruchési est toujours l'évêque de Montréal. Le congrès de 1935 a une portée ecclésiale locale alors que celui de 1910 était d'envergure internationale.
Néanmoins, 100 000 personnes sont de nouveau rassemblées pour élever leurs cœurs vers le Saint-Sacrifice de la messe dans le parc Jeanne-Mance, près du Mont-Royal. La célébration est tenue en présence du coadjuteur Georges Gauthier qui tient à fêter le cinquantième anniversaire de la fondation de la ligue du Sacré-Cœur.     
Le grand congrès de 1910, tout comme le petit congrès de 1935, a beaucoup marqué la mémoire de Montréal et il est souvent cité dans les ouvrages historiques pour expliquer ce qu'était l'esprit véritable de cette époque[réf. à confirmer].